# Sault Ste. Marie Museum
Das Sault Ste. Marie Museum ist ein historisches Museum in Sault Ste. Marie, Ontario, das seit 1951 bzw. 1983 besteht. Es wird von der Sault Ste. Marie & 49th Field Regiment R.C.A. Historical Society unterhalten. Daher lautet der vollständige, aber ungebräuchliche Name des Hauses Sault Ste. Marie & 49th Field Regiment R.C.A. Historical Society Museum. Drei Direktoren, einer von ihnen wird von der Stadt, zwei von der historischen Gesellschaft bestimmt, leiten die Institution.

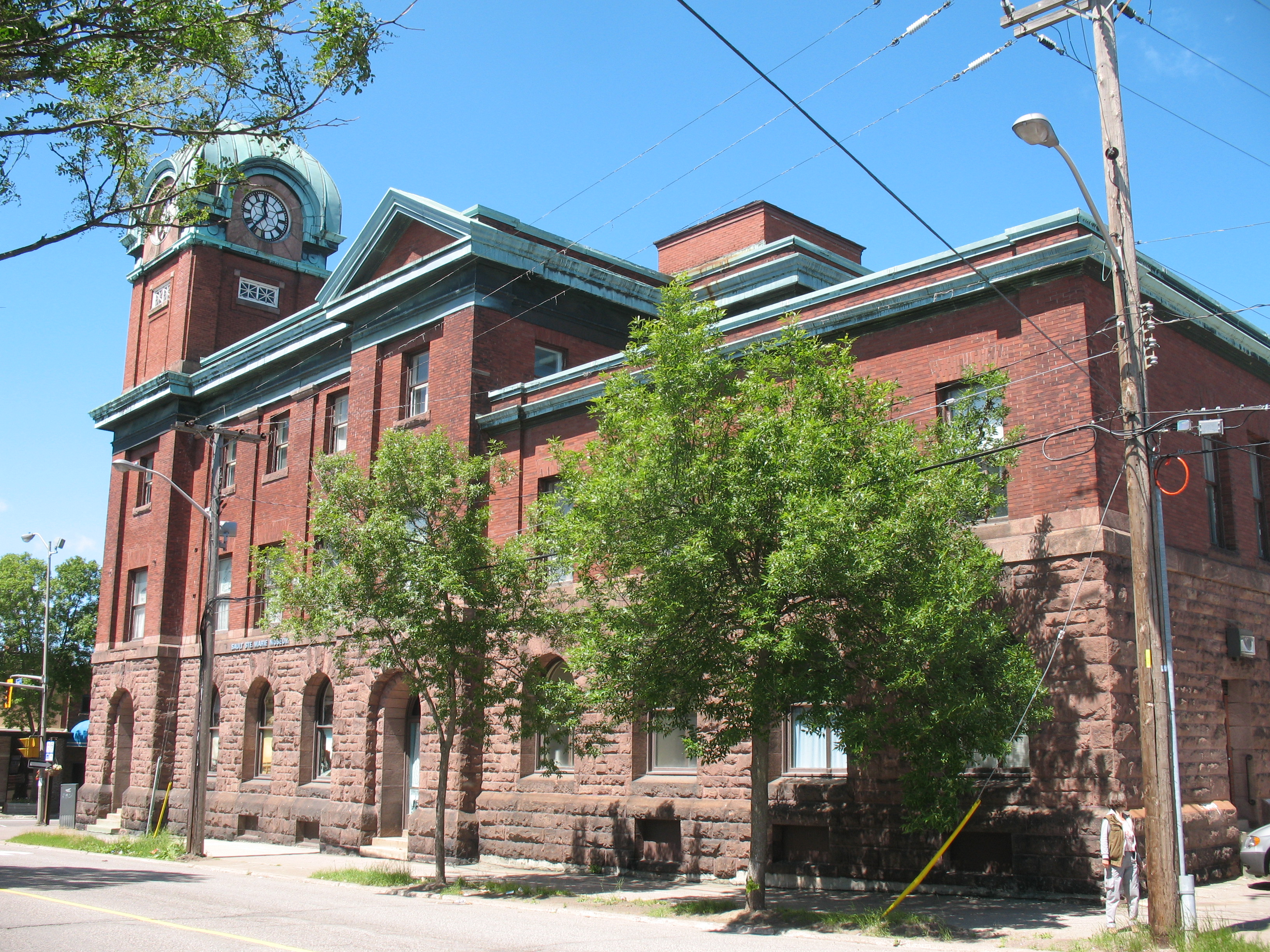
Das Postgebäude, in dem sich heute das Museum von Sault Ste.Marie befindet

## Geschichte
Als J. H. Coyne 1920 die Stadt besuchte, stieß das Mitglied der Ontario Historical Society den Bau eines Museums an. Bereits am 10. August folgte eine erste Sitzung von zwölf interessierten Bürgern, eine Woche später wurde im Rathaus eine Satzung angenommen. Bis 1923 lehnte die Regierung der Provinz mehrere Anträge auf Unterstützung ab, so dass auch die Publikationen bald eingestellt werden mussten.
Erst am 26. Januar 1951 wurde die Gesellschaft wieder aktiviert. Lt. Col. Derrer hatte das Kriegsministerium dazu veranlasst, ihm im Pine St. Armoury einen Raum für eine Bibliothek oder ein Museum zu überlassen. Wenig später gründeten die ursprünglichen Mitglieder der Gesellschaft die Sault Ste. Marie Heavy Anti-Aircraft Regiment R.C.A. Historical Society. Sir James Dunn (1874–1956), seinerzeit Präsident von Algoma Steel, sorgte für die Innenausstattung, doch litten die Ausstellungen unter Platzmangel. Zudem fehlten stringente Konzeptionen. Daher wurde 1956 ein Teilzeitmitarbeiter eingestellt, der zugleich Sekretär, Schatzmeister und Kurator war. Doch blieb das Platzproblem bestehen, und eine sensibilisierte Gesellschaft bemängelte den problematischen Zugang zum Museum. Am 17. März 1962 wurde die historische Gesellschaft von Sault Ste. Marie (Sault Ste. Marie Museum) eine Mitgliedsgesellschaft der Ontario Historical Society.

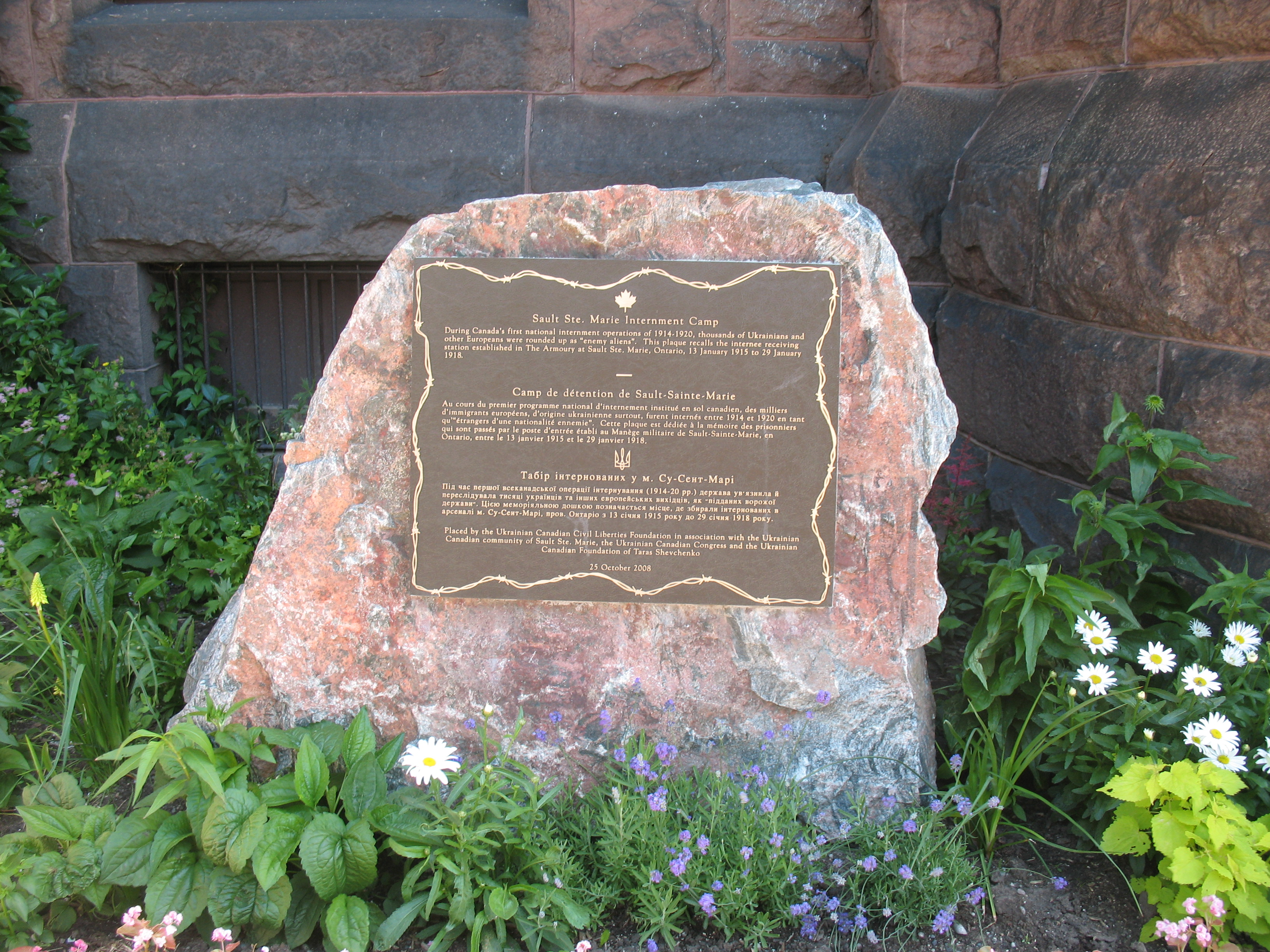
Eine Inschrift vom 25. Oktober 2008 erinnert an die Internierungslager, in denen von 1914 bis 1920 zahlreiche Europäer – ausdrücklich genannt werden Ukrainer – gefangengehalten wurden. Dabei spielte der Ort eine Rolle als Sammelstation vom 13. Januar 1915 bis zum 29. Januar 1918.

Als 1980 Museumsstandards vom Ontario Ministry of Culture and Recreation eingeführt wurden, erwies sich das Zugangsproblem als unüberwindbar. Mit dem Alten Postamt fand sich ein adäquates Gebäude, das zudem von ausreichender Größe war. Die Gemeinde Sault Ste. Marie kaufte das Gebäude 1981, und 1983 konnte das Museum eröffnet werden. Das Gebäude selbst war zwischen 1902 und 1906 errichtet worden; 1912 erhielt der Turm eine Uhr.
1982 kam ein Vertrag zwischen dem 49th Field Regiment R.C.A., der Gemeinde Sault Ste. Marie und der 49th Field Regiment R.C.A. Historical Society zustande.
In der ersten Etage befindet sich eine militärgeschichtliche und eine postgeschichtliche Sammlung, in der zweiten eine Art Kindermuseum, dazu mit der Skylight Gallery eine Ausstellung zur Ur- und Frühgeschichte, sowie zur Geschichte bis etwa 1960. In der 3. Etage befindet sich eine Ausstellung zur Schifffahrtsgeschichte auf den Großen Seen, insbesondere auf dem Oberen See und dem Huronsee. Eine Konzession an den Finanzier Francis Hector Clergue ist eine Abteilung über Algoma Steel. Schließlich wurde noch eine kleine Ausstellung zur lokalen Sportgeschichte eingerichtet.